# Tam Giang Nguyên
Vườn quốc gia Tam Giang Nguyên nằm trên cao nguyên Thanh Tạng thuộc tỉnh Thanh Hải. Nó là nơi hình thành của ba hệ thống sông chính là sông Trường Giang, Hoàng Hà và Mê Kông (Lan Thương). Khu vực này có độ cao trung bình hơn 4000 mét so với mực nước biển bao gồm 16 huyện và 1 trấn, tổng diện tích là 363.000 km vuông, chiếm khoảng 50,4% diện tích của tỉnh Thanh Hải. Tháng 5 năm 2000, chính quyền tỉnh Thanh Hải đã cho thành lập khu bảo tồn thiên nhiên Tam Giang Nguyên sau đó đã được phê duyệt là Khu bảo tồn thiên nhiên quốc gia vào tháng 1 năm 2003. Năm 2016, địa điểm này trở thành vườn quốc gia đầu tiên của Trung Quốc.

## Động thực vật
Các loài thực vật chủ yếu là rừng lá kim ôn đới bao gồm chín kiểu rừng khác nhau. Khu vực ôn đới phía bắc bị chi phối bởi các quần xã thực vật. Trong khu vực, có ba loài thực vật được bảo vệ cấp quốc gia là vân sam, đông trùng hạ thảo và anh túc xanh, 31 loài phong lan được liệt kê trong Phụ lục II của Công ước Thương mại Quốc tế và 34 loài thực vật được bảo vệ trọng điểm cấp tỉnh ở Thanh Hải.
Về động vật, chủ yếu ở đây là thú, chim, lưỡng cư và bò sát có thành phần loài đơn giản, và quần thể của chúng tương đối nhỏ. Tại đây có 85 loài động vật có vú có thể kể đến hươu môi trắng, cừu Bharal, nai sừng xám, hươu sao, báo gấm, gấu trúc đỏ, lợn rừng, chó rừng, chó sói, chồn. Về các loài chim, tại đây có 237 loài như trĩ trắng, gà lôi tai lam, gà lôi huyết, trĩ đỏ, gà tuyết Tây Tạng, bồ câu đồi núi, cắt lưng hung, uyên ương, kền kền râu. Ngoài ra là 7 loài lưỡng cư và 8 loài bò sát gồm cóc Tây Tạng, cóc thường, cóc Mông Cổ, ếch cỏ Bắc Á, kỳ giông suối núi cao.